# Коркери, Дэвид
Шон Дэвид Коркери (англ. Sean David Corkery, родился 6 ноября 1972 в Корке) — ирландский регбист, известный по выступлениям за «Манстер» и сборную Ирландии.

## Биография

### Клубная карьера
Коркери выступал за команду «Манстер» на межпровинциальных турнирах и в еврокубках, также играл за ирландский «Корк Конститьюшн» и английский «Бристоль». Постоянные травмы не позволяли ему раскрыть весь свой талант. В 2000 году он, будучи игроком «Манстера», завершил карьеру игрока в возрасте 27 лет после разрыва ахиллова сухожилия.

### Карьера в сборной
В сборной Коркери провёл 27 игр и набрал 15 очков. Играл на чемпионатах мира в ЮАР в 1995 году и в Англии в 1999 году. По мнению некоторых регбистов, считался лучшим игроком сборной Ирландии 1990-х.

### Стиль игры
Был известен крайне жёсткой, силовой манерой игры: в одной из встреч он даже сумел подставить подножку и завалить новозеландскую супер-звезду регби Джона Лому. Другой случай был зафиксирован в матче чемпионата Ирландии, когда Коркери схватил противника из клуба «Теренур» и, по собственным словам, провернул ему лодыжку на 360 градусов, сломав все кости. Расплатой за физическую силу были постоянные травмы рук, ног и пальцев, вследствие чего Коркери часто играл на уколах. Часто он скрывал факты травм от врачей как в клубных играх, так и в матчах сборной.

### Личная жизнь
Женился на девушке по имени Эймир, есть дочери-близняшки Энн и Ава (в 2014 году дочерям было по 8 лет). По словам самого Дэвида, в детстве он был крайне непоседливым и гиперактивным ребёнком, любившим лазать по деревьям и разбивать окна, но при этом у него никогда не было проблем с полицией.
Спустя 10 лет после завершения карьеры Коркери признался, что причиной его ухода из регби стала личная драма: в возрасте 58 лет покончил жизнь самоубийством его отец Шон Коркери, страдавший от сильной депрессии. Смерть отца на фоне личных психологических проблем, связанных с низкой самооценкой, потрясла Дэвида настолько, что он вскоре тоже подумал свести счёты с жизнью. От рокового решения Коркери спас телефонный звонок едва знакомого ему по сборной Ирландии Хью О’Донованса, побудивший его обратиться за помощью к психиатрам.